# Meč v kameni
Meč v kameni (v anglickém originále The Sword in the Stone) je americký animovaný film z roku 1963. Námětem se stala novela spisovatele T. H. Whiteho. Produkován byl Waltem Disneym a premiéru měl 25. prosince 1963.
Snímek představuje v pořadí 18. animovaný film natočený ve studiu animované klasiky Walta Disneye a poslední, který byl uveden před Disneyovou smrtí.